# Macrochironidae
Macrochironidae é uma família de copépodes pertencentes à ordem Cyclopoida.
Géneros:
- Macrochiron Brady, 1872
- Oncaeola Kramer, 1895
- Paramacrochiron Sewell, 1949
- Pseudomacrochiron Reddiah, 1969
- Sewellochiron Humes, 1969